# Lafayette College
Il Lafayette College è un college privato degli Stati Uniti d'America con sede in Easton, Pennsylvania. È stato fondato nel 1826 da James Madison Porter ed è stato intitolato al marchese di La Fayette, che aveva visitato gli Stati Uniti tra il 1824 e il 1825.
I suoi studenti provengono da 37 diversi Stati federati. Secondo il rapporto dal 2010 sull'istruzione nei collegi relativi alle arti liberali in USA, Lafayette è posizionato al 35º posto della graduatoria, mentre nel 2011 la rivista Forbes lo ha collocato 33º su 650 scuole che compongono la lista dei "Top Colleges d'America".
La sua squadra di football americano, i Leopards, partecipa alla Patriot League, che ha vinto sei volte (1988, 1992, 1994, e dal 2004 al 2006), e alla I divisione organizzata dal National Collegiate Athletic Association, che invece ha vinto tre volte (1896, 1921 e 1926).